# Joc Internacional
|  | No s'ha de confondre amb el joc de pilota Joc internacional.. |

Joc Internacional fou una editorial fundada a Barcelona el 1985 per Francesc Matas Salla ja desapareguda. Especialitzada en la publicació de jocs de tauler, de rol, de cartes i temàtics. Va ser una de les editorials pioneres en el món del rol a Espanya, amb quatre exclusivitats que li són pròpies.

## Història
Durant els primers anys 80 Francesc Matas Salla era un especialista en màrqueting i organització d'empreses. El 1984 treballava al servei de Joc Play, l'empresa espanyola importadora dels jocs de tauler de l'editorial estatunidenca Avalon Hill, però en aquell mateix any Joc Play va tancar i els seus propietaris crearen una segona empresa, que també tancà. Malgrat aquestes dos bancarrotes Francesc Matas continuà apostant per la importació de jocs i creà la seva pròpia empresa importadora a principis de 1985, a la que va donar el nom de «Joc Internacional». Mitjançant Joc Internacional Francesc Matas continuà important els jocs d'Avalon Hill però també entrà en contracte amb International Team, un editor de jocs italià. Poc de temps després Joc Internacional també començà a importar jocs de rol, encara que no fou la primera editorial espanyola en traduirlos al castellà car el primer joc de rol traduït al castellà fou el Dungeons & Dragons de l'editorial gironina Dalmau Carles Pla, publicat al mateix any de fundació de Joc Internacional, 1985. Uns anys més tard Joc Internacional s'adonava del gran interès que suscitaven els jocs de rol i començà, el 1988, a publicar les seves pròpies traduccions d'aquesta mena de jocs: La crida de Cthulhu al setembre del 1988 i RuneQuest al mes següent, a l'octubre. Arribat a aquell moment Dalmau Carles Pla no havia aconseguit firmar nous contractes de traducció amb l'editor estatudinenc de Dungeons & Dragons i Joc Internacional pogué s'establir de manera sòlida com l'editorial dominant la publicació de jocs de rol en el mercat espanyol. L'any següent, el 1989, Joc Internacional publicà un dels seus èxits més grans, El Señor de los Anillos, el juego de rol de la Tierra Media, succeït per moltes altres traduccions de jocs estatunidencs en castellà, i fins i tot algunes en català, les primeres pel que fa a la publicació de jocs de rol a Espanya.
Pel seu enorme volum editorial (per cada joc publicat Joc Internacional també publicava nombrosos suplements) i per l'absència de Dalmau Carles Pla en el mercat del rol des del 1986 Joc Internacional fou, sense cap dubte, l'editorial que impulsà i popularitzà la pràctica dels jocs de rol a Espanya. A més, entre els seus jocs de rol publicats, Joc Internacional va incloure Aquelarre, que al novembre del 1990 es convertí en el primer joc de rol espanyol (Mutantes en la sombra, de l'editorial Ludotecnia, va ser publicat cinc mesos més tard, a l'abril del 1991). Per altra banda, des del novembre del 1987 fins a la cessació de les seves activitats al gener del 1998, Joc Internacional publicà bimestralment la revista Líder, una de les primeres revistes espanyoles especialitzades en wargames i en jocs de rol. Publicà també alguns wargames, encara que la majoria només incloguessin un fullet traduït i inclòs en cada capsa bàsica original en anglès. Tot i així, va traduir integralment alguns jocs, com Diplomacia i Civilización.
Joc Internacional tancà les portes el 1998 i els seus locals serviren per a la creació, el 1999, de La Caja de Pandora, una altra editorial que va reprendre alguns dels seus productes editorials, com Aquelarre o Líder, però La Caja de Pandora va desaparèixer el 2002. Reconvertida en Proyectos Editoriales Crom, va continuar de publicar Líder (fins al 2003) i Aquelarre (fins al 2004). Crom desaparegué en aquest mateix any, el 2004, i amb ella, d'alguna manera, també desapareixia el que quedava del llinatge editorial de Joc Internacional.

## Jocs de rol publicats

### Primeres publicacions
- Publicació el 1990 del primer joc de rol espanyol: Aquelarre.[4]
- Traducció i publicació el 1991 del primer joc de rol en viu en ésser editat a Espanya: Killer.[5]
- Traducció i publicació el 1992 del primer joc de rol en català: El Senyor dels Anells, el joc de rol de la Terra Mitjana.[6]
- Publicació el 1995 del primer joc de rol originalment redactat en català: Almogàvers.[7]

### Altres publicacions
Les dates indicades entre parèntesis són les de la primera publicació feta per Joc Internacional, no les de la primera publicació en el país d'origen de cada joc.
- La llamada de Cthulhu[8] (traducció en castellà, setembre del 1988)
- RuneQuest[9] (octubre del 1988)
- El Señor de los Anillos, el juego de rol de la Tierra Media[10] (traducció en castellà, setembre del 1989)
- Star Wars[11] (abril del 1990)
- Car Wars[12] (abril del 1990)
- James Bond 007[13] (maig del 1990)
- Príncipe Valiente[14] (octubre del 1990)
- Stormbringer[15] (novembre del 1990)
- Aquelarre (novembre del 1990, primer joc de rol espanyol)
- Paranoia[16] (abril del 1991)
- Killer (primer joc de rol en viu publicat a Espanya, juny del 1991)
- Oráculo[17] (gener del 1992)
- El Senyor dels Anells, el joc de rol de la Terra Mitjana (primera publicació, per traducció, d'un joc de rol en català, octubre del 1992)
- Los Cazafantasmas[18] (març del 1992)
- Pendragón[19] (setembre del 1992)
- Rolemaster (1993)
- In Nomine Satanis - Magna Veritas (octubre del 1994)
- Nephilim (1995)
- Almogàvers (gener del 1995, primer joc de rol en català d'autoria catalana)
- Tirant lo Blanc[20] (1996)
- La crida de Cthulhu[21] (traducció en català, 1996)
- Deadlands (1996)
- Elric (octubre del 1997)[22]

## Wargamespublicats
- Diplomacy (traducció completa del joc)
- Civilization (traducció completa del joc)
- Squad Leader (Joc Internacional només traduí el llibre de regles)
- Panzerblitz (Joc Internacional només traduí el llibre de regles)

## Jocs de cartes col·leccionables publicats
- Mythos, joc de cartes sobre els mites de Cthulhu
- Señor de los Anillos: Tierra Media, joc de cartes ambientat en l'univers de ficció de J. R. R. Tolkien